# 埼玉県立病院機構
地方独立行政法人埼玉県立病院機構（さいたまけんりつびょういんきこう）は、埼玉県による一般地方独立行政法人である。

## 概要
埼玉県が設置している4つの病院を経営している。
4病院は、赤字経営が続いており、医師不足も深刻化していた。また、運営制度上の問題点も上がっていた。そこで、他都道府県等で先行した地方独立行政法人化の事例を踏まえ検討し、移行を決定。2021年4月1日に地方独立行政法人埼玉県立病院機構が設立され、埼玉県より4病院が移管された。

## 沿革
- 2018年（平成30年）
  - 6月 - 埼玉県が「埼玉県立病院の在り方検討委員会」を設置
  - 11月 - 委員会が、埼玉県立病院の地方独立行政法人化などを提言
- 2019年（平成31年）2月 - 埼玉県知事上田清司が、埼玉県立病院を地方独立行政法人化することを発表
- 2021年（令和3年）4月 - 地方独立行政法人埼玉県立病院機構を さいたま市浦和区高砂3丁目13-3（埼玉県庁舎内）に設立
- 2023年（令和5年）3月 - 本部を北足立郡伊奈町の埼玉県立がんセンター研究棟内に移転

## 運営している施設
- 埼玉県立循環器・呼吸器病センター（熊谷市）
- 埼玉県立がんセンター（北足立郡伊奈町）
- 埼玉県立小児医療センター（さいたま市中央区）
- 埼玉県立精神医療センター（北足立郡伊奈町）